# Gustavo Álvarez Martínez

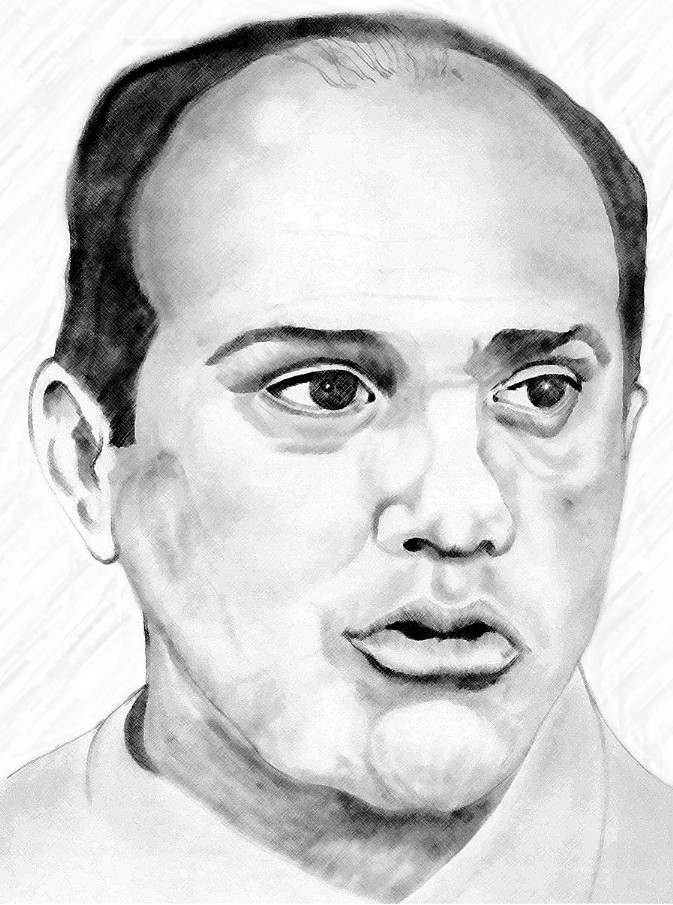
Desenho de Gustavo Adolfo Álvarez Martínez.

Gustavo Adolfo Álvarez Martínez (12 de dezembro de 1937 - 25 de janeiro de 1989) foi um militar hondurenho. Ele foi o chefe das forças armadas de Honduras de janeiro de 1982 até sua expulsão em 31 de março de 1984 por outros oficiais, quando procurou expandir seu controle sobre as forças armadas. A notória unidade do Batalhão 316 do exército hondurenho, subordinada diretamente a Álvarez Martínez, esteve ativa durante este período, em que Honduras foi uma base para os Contras que se opunham aos sandinistas na vizinha Nicarágua. Álvarez Martínez foi condecorado com a Legião do Mérito pelo governo dos Estados Unidos em 1983 por "incentivar o sucesso dos processos democráticos em Honduras". Em março de 1984, outros generais acusando-o de abusos o enviaram para o exílio. Tornou-se consultor do Pentágono e morou em Miami até 1988, quando voltou para Honduras. Álvarez Martínez foi assassinado em Honduras em 1989 por guerrilheiros de esquerda.